# Tabaconas (distrito)
Tabaconas é um distrito do Peru, departamento de Cajamarca, localizada na província de San Ignacio.

## Transporte
O distrito de Tabaconas é servido pela seguinte rodovia:
- PE-2B, que liga a cidade de Bellavista ao distrito de Sondor (Região de Piura) [1][2][3]